# Volcán Cotopaxi
El Cotopaxi (pronunciado [ko.toˈpak.si]) es un estratovolcán activo, situado en el centro-norte de Ecuador, en la Provincia de Cotopaxi. Perteneciente a la cordillera de los Andes, específicamente a los Andes septentrionales, cuenta con una altitud de 5897 m s. n. m.; por lo que es la segunda montaña más alta del Ecuador y de los Andes septentrionales, sólo superado por el volcán Chimborazo.
Su última gran erupción se remonta al 26 de junio de 1877; no obstante, desde 2015 se encuentra en un nuevo proceso eruptivo, por lo que se encuentra en constante observación por parte del Instituto Geofísico de la Escuela Politécnica Nacional. Se localiza a 33 km al noroeste de Latacunga, a 39 km al sur de Sangolquí y a 45 km al sureste de Quito. El volcán y sus alrededores forman parte del Parque nacional Cotopaxi, una reserva que forma parte del Sistema Nacional de Áreas Protegidas del Ecuador. El Cotopaxi es considerado el monumento natural más emblemático de la provincia homónima; asimismo, es un gran atractivo turístico que cada año atrae a miles de personas.

## Etimología
No se sabe al momento la etimología de la palabra Cotopaxi. Existen varias conjeturas. Una de ellas cree que viene del idioma aborigen caribe que significa "rey de la muerte". Esta conexión con el caribe viene por el lado de los caras, antiguos pobladores de la costa de Ecuador en la Bahía de Caráquez que después se desplazarían a los andes. Otra versión dice que tiene origen chibcha, por lo que kutu según contextos significa: «cuello» o también «bocio». Sin embargo, se desconoce la segunda parte de la palabra. Se ha llegado a conjeturar un posible origen aimara, fruto de algún mitayo. Con esto se especula que P'ashi es una palabra del idioma aimara que significa «luna». Por tanto, Cotopaxi significa Cuello de Luna, donde la letra x representa el fonema /ʃ/.

## Primeros habitantes

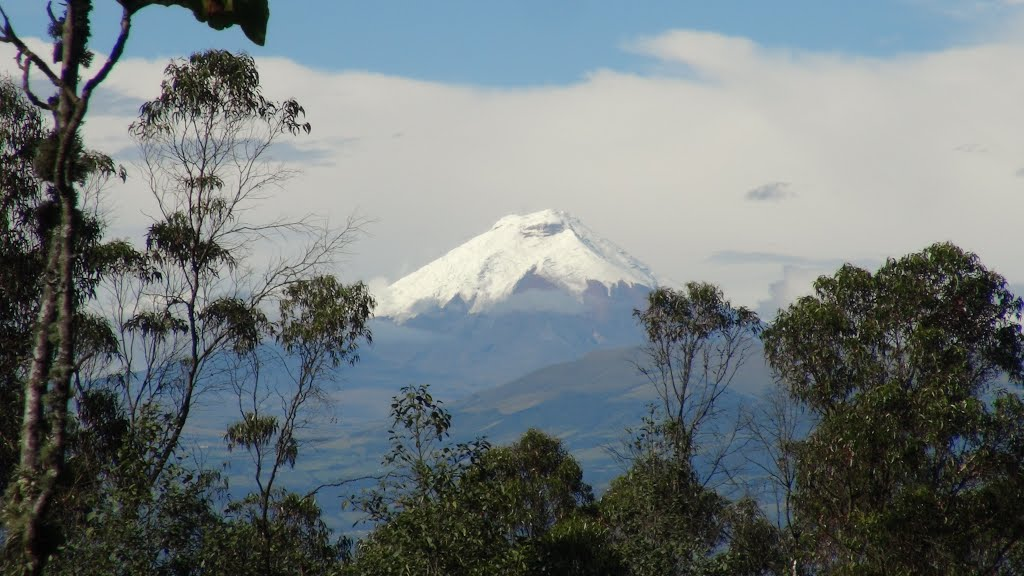
Cotopaxi desde el Parque Metropolitano Guangüiltagua.

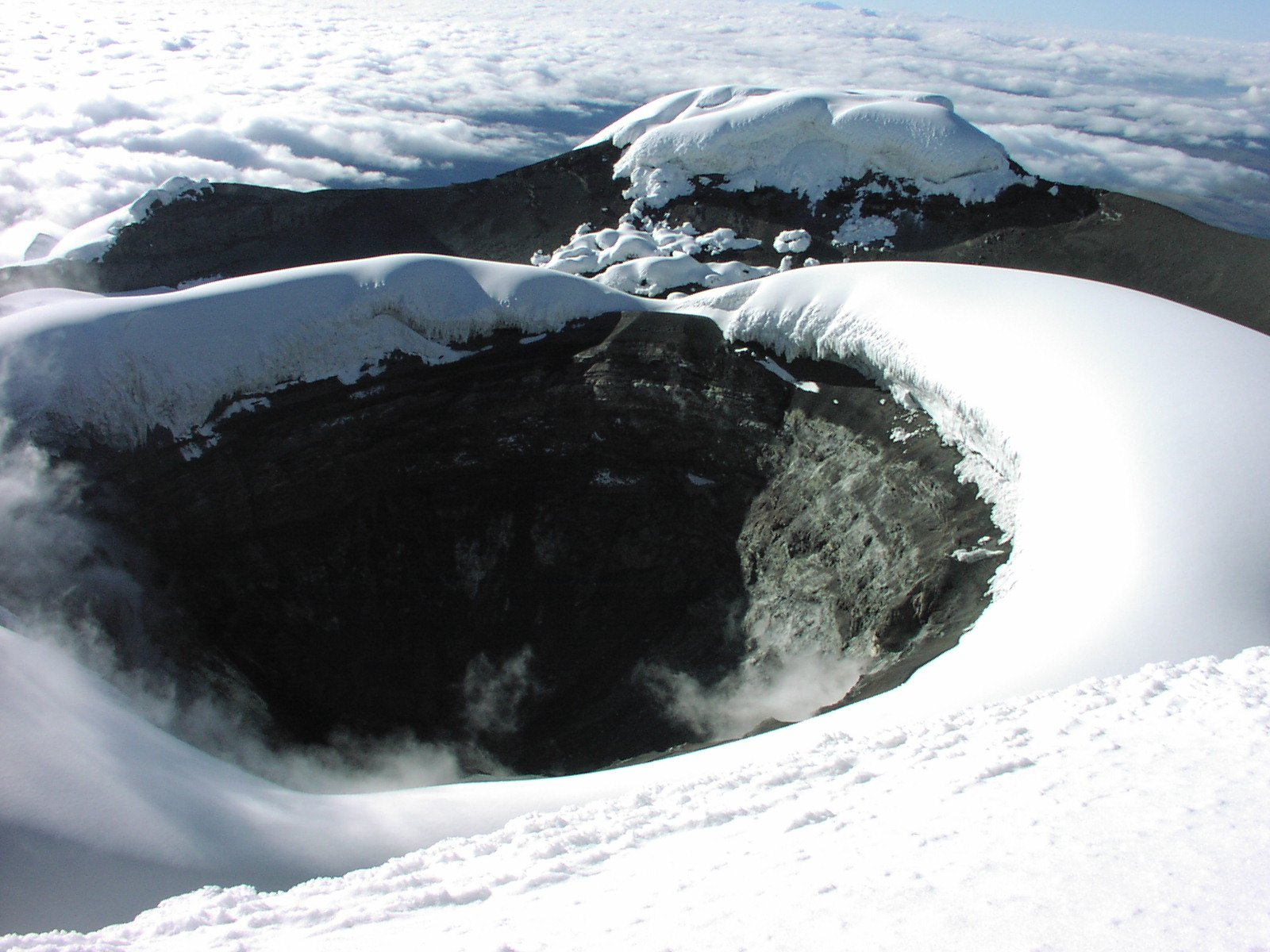
Cráter del volcán Cotopaxi.

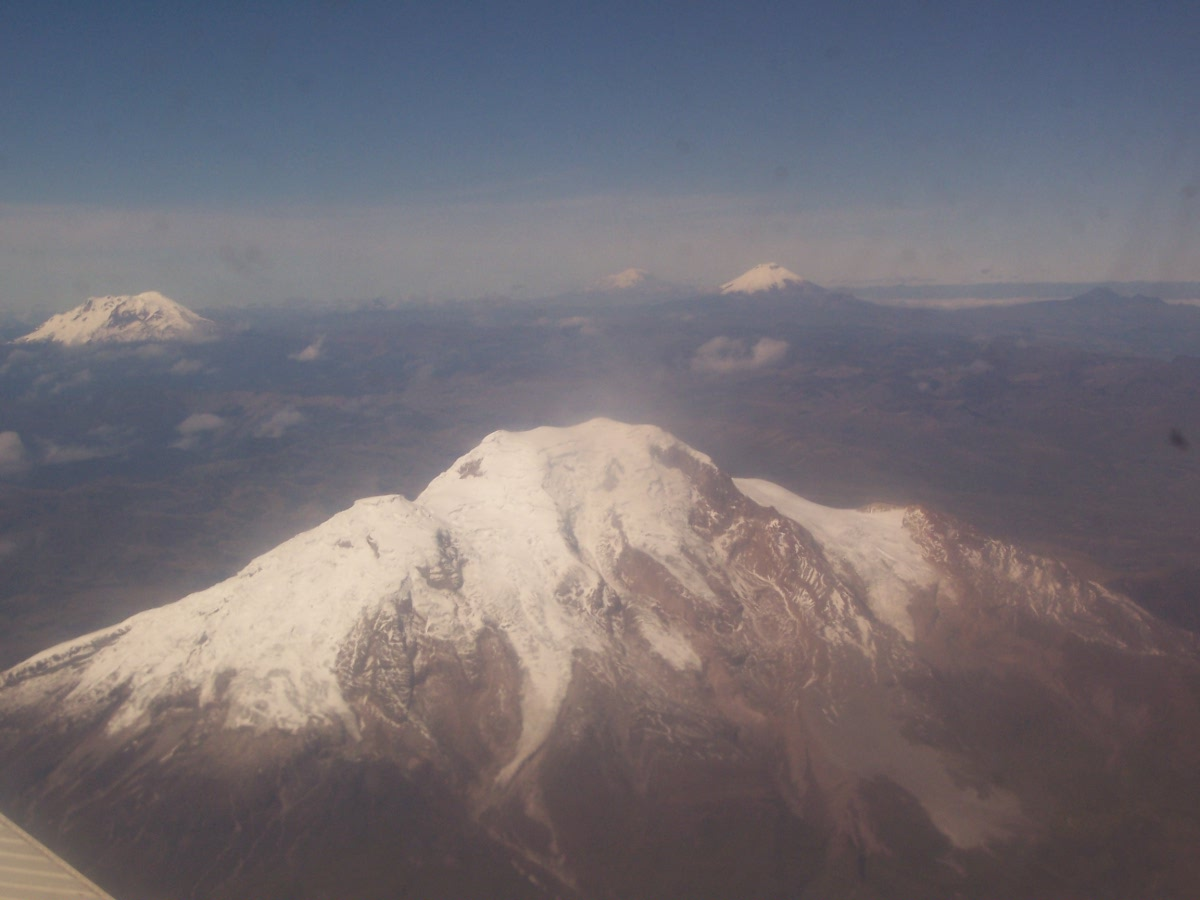
Volcán Cayambe en la ruta de los volcanes, atrás el Antisana, luego el Cotopaxi y al fondo el Chimborazo.

Investigaciones arqueológicas parecen confirmar que los primeros habitantes de esta región fueron descendientes de los chibchas. Más tarde, numerosas migraciones cayapas-colorados, atacameños y quijos la recorrieron dejando su semilla que luego germinó en cacicazgos como los de Tacunga, Mulliambato, Píllaro, Quisapincha, Panzaleo y otros que la poblaron antes de la llegada de los incas.
Sus extensos territorios llamados de San Vicente Mártir –que incluían la actual provincia de Tungurahua y vastas tierras de la región oriental– inicialmente formaron parte de la provincia de Pichincha, pero fueron erigidos como provincia de Cotopaxi el 1 de abril de 1851.
Pocos meses más tarde, el general José María Urbina, como Jefe Supremo de la República, el 9 de octubre expidió el decreto por medio del cual dispuso que la provincia se llamaría de León en homenaje a la memoria del filántropo latacungueño don Vicente León, pero finalmente, por decreto n.º 167 del 31 de mayo de 1938, expedido por el Jefe Supremo Gral. Alberto Enríquez Gallo, se cambió su nombre nuevamente y se la volvió a llamar provincia de Cotopaxi.
La provincia está cruzada de norte a sur por la cordillera de los Andes y entre sus elevaciones más altas se destacan: El Cotopaxi (5897 m), el Illiniza Sur (5245 m), el Quilindaña (4878 m), el Quispicacha (4578 m), el Yanaurco (4292 m) y el Quilotoa (3930 m), volcán apagado en cuyo cráter, al igual que en el Cotacachi, se ha formado una laguna, ésta es de agua termal que mantiene una temperatura aproximada de 16 °C. con un rico contenido de sales minerales.
Está regada por numerosos ríos, siendo el principal el Cutuchi que nace en las faldas occidentales del volcán Cotopaxi, y luego de recorrer la provincia de norte a sur se introduce en la provincia de Tungurahua donde toma el nombre de Patate.
La economía de la provincia se basa principalmente en la agricultura y en la ganadería, y se destaca por su producción de granos, y de leche y sus derivados.
En lengua originaria kichwa Cotopaxi significa «Trono de la Luna», y en su folklore se destacan los danzantes de Pujilí, en la fiesta de Corpus; y La Mama Negra, en el mes de septiembre.
Existe una leyenda dentro de la tradición de los pueblos andinos de Ecuador que cuenta que existe una rivalidad entre los volcanes Cotopaxi y Chimborazo por el amor del volcán Mama Tungurahua. El mito cuenta que finalmente el Chimborazo conquistó el corazón de Mama Tungurahua y debido a eso el Cotopaxi sigue activo por el enfado de no haber conseguido su amor.

## Historia de erupciones
En 1698 (la fecha exacta se reporta incierta) una erupción ocasionó la muerte de "cientos de personas". La primera erupción registrada data del año de 1757, reportándose graves consecuencias para la población del asentamiento de Latacunga debido a la fractura económica en la producción ganadera y agraria que tuvo su origen en los distintos fenómenos naturales que afectaron la provincia en lo continuado del siglo XVIII. 

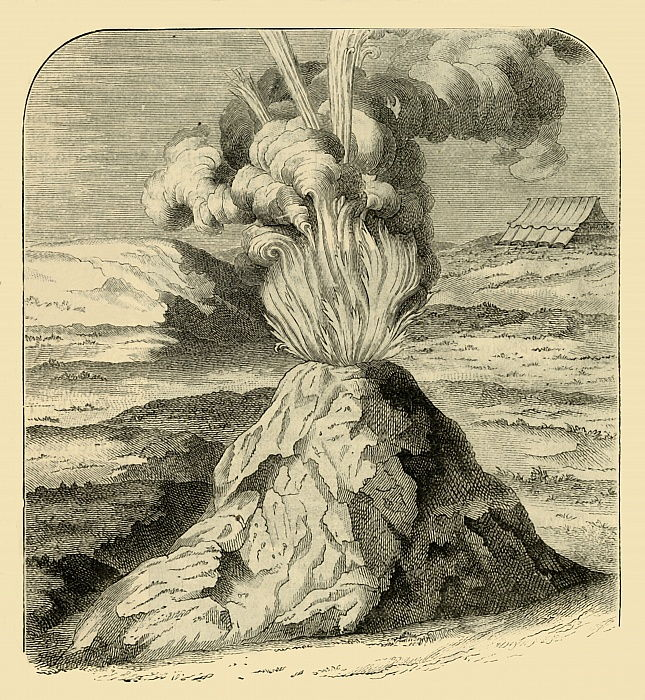
Erupción del Cotopaxi

La última erupción registrada del volcán fue el 26 de junio de 1877, en donde se produjo una fase eruptiva lo suficientemente fuerte como para formar flujos piroclásticos. El volcán derramó lava durante un intervalo de tiempo de 25 minutos, arrojando además piedras de gran tamaño que llegaron hasta el Valle de los Chillos. 
Se dice de una pequeña erupción en el año 1942, pero no existe evidencia para confirmarlo. 

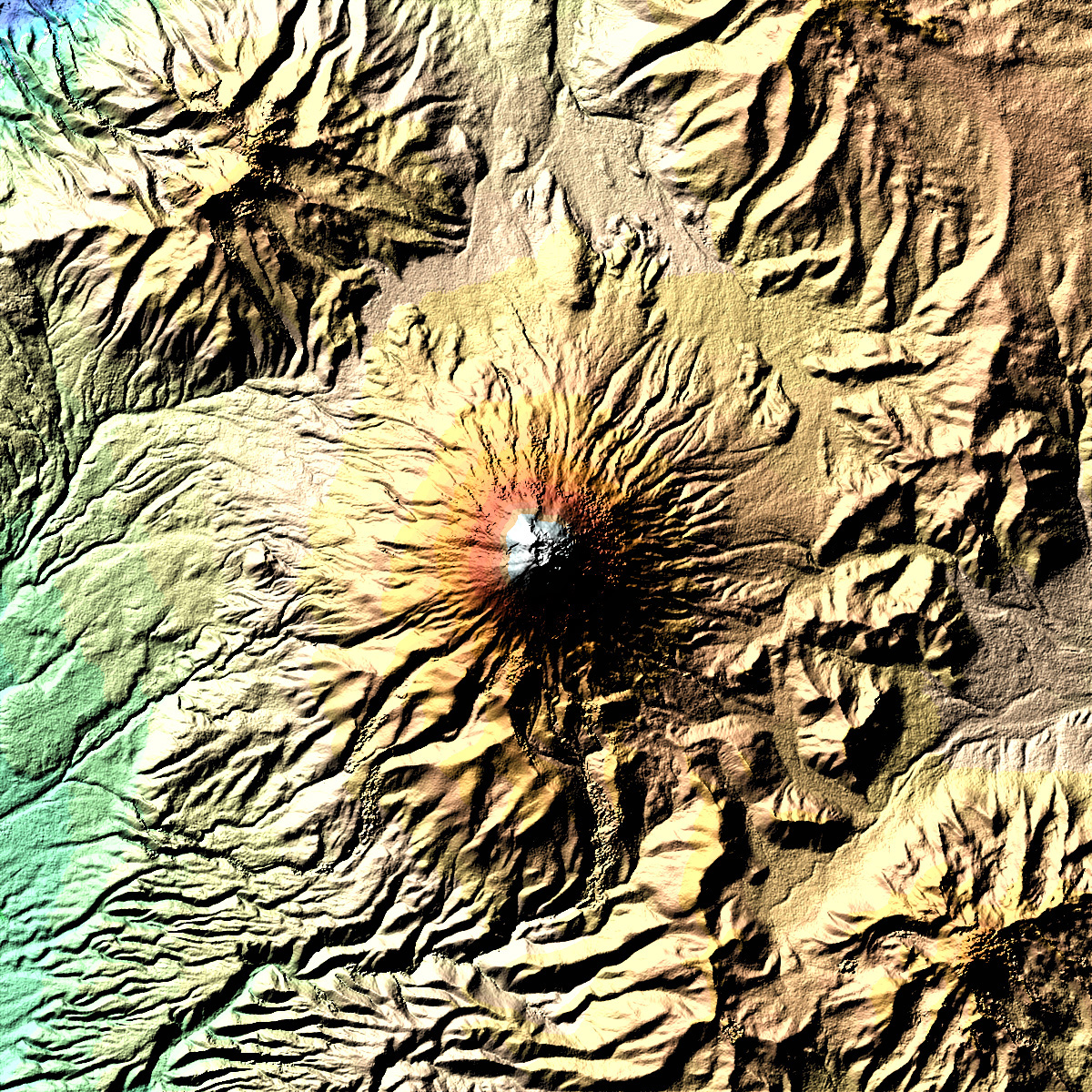
Modelo digital del Cotopaxi.

Desde el año 2003 se registran incrementos en la actividad volcánica, siendo el año 2015, el de mayor actividad reportada. Desde el 14 de agosto de 2015, 138 años después de su última gran erupción, el volcán Cotopaxi experimentó un incremento de actividad con la expulsión de material volcánico y fue puesto bajo vigilancia constante por parte del Instituto Geofísico de la EPN.  El Instituto Geofísico de la EPN monitorea la actividad volcánica en todo el territorio ecuatoriano, incluyendo los Andes y las Islas Galápagos.
El 15 de agosto de 2015, el volcán experimentó una nueva actividad con emisión de ceniza, por lo que se declaró "alerta amarilla" en el país, mas no condujo a un episodio eruptivo mayor.
Actualmente el Volcán se encuentra en proceso eruptivo. 

## Ascensiones históricas
El 28 de noviembre de 1872 el geólogo alemán Wilhelm Reiss y su mayordomo colombiano Ángel María Escobar, ascendieron el Cotopaxi acompañados por el perro de Reiss llamado Pedro. Reiss contrató a 13 porteadores y guías para su ascenso al Cotopaxi.